# Akademija likovnih umjetnosti u Sarajevu
Akademija likovnih umjetnosti Sarajevo (ALU) je fakultet u okviru Sveučilišta u Sarajevu u Bosni i Hercegovini, posvećen likovnoj umjetnosti.
Osnovali su ga 1972. godine kao visokoškolsku ustanovu ugledni profesori, znanstvenici i priznati umjetnici koji su se školovali prvenstveno u Beogradu, Ljubljani i Zagrebu.

## Povijest
Dom današnje ALU bila je prva i jedina evangelistička crkva izgrađena u doba austrougarske okupacije BiH. Crkva je sagrađena 1899. godine, a projektirao ju je arhitekt Karlo Paržik u romaničko-bizantskom stilu. Zgrada je devastirana početkom 1992. godine na početku bosanskog rata. Crkva je proglašena kulturno-povijesnim spomenikom, pa ju je Zavod za zaštitu kulturno-povijesne i prirodne baštine uvrstio na popis zaštićenih građevina.
Muhamed Karamehmedović (povjesničar umjetnosti i prvi dekan ALU-a), Nada Pivac (akademski slikar), Mersad Berber (akademski slikar), Boro Aleksić (još jedan akademski slikar), Alija Kučukalić (akademski kipar) i Zdenko Grgić ( još jedan akademski kipar) neki su od poznatih profesora i osnivača Akademije likovnih umjetnosti u Sarajevu.
Od prosinca 2019., Akademija je imala 2666 upisanih studenata od svog osnutka; do svibnja 2012. zabilježila je 1212 diplomanata na dodiplomskom studiju. Poslijediplomski studij uveden je 1983. Magistrira 237 studenata (M. A.).
U Akademiji se nalazi šest odjela koji nude mnoštvo tečajeva:
- Odjel za likovni odgoj
- Odsjek za slikarstvo
- Odjel za kiparstvo
- Odjel za grafiku
- Odsjek za grafički dizajn
- Odjel za dizajn proizvoda

Akademija likovnih umjetnosti uvela je bolonjski obrazovni sustav (4 + 1) u školskoj godini 2006./07.
Ispred same zgrade nalazi se pješački most koji spaja Radićevu ulicu s Akademijom. Na mostu na rijeci Miljacki stoji izraz "Festina lente" (što na latinskom znači "polako žuri"). Konstrukcija od 38 metara koštala je oko 2 milijuna KM, a temeljila se na idejnim idejama i idejnom projektu tadašnjih studenata druge godine Dizajna proizvoda na ALU: Amila Hrustić, Adnan Alagić i Bojan Kanlić.

## Galerija
- ALU prije sanacije
- ALU poslije sanacije
- Prednji dio
- ALU u proljeće
- ALU u noći, 2009.

## Daljnje čitanje
- Current and general goals of the Academy of Fine Arts. The Academy of Fine Arts Sarajevo. Inačica izvorne stranice arhivirana 11. prosinca 2019. Pristupljeno 11. prosinca 2019.
- Radević, Maja. ALU SARAJEVO: Prvih 40 godina. Slobodna Bosna (bošnjački). Inačica izvorne stranice arhivirana 22. veljače 2013. Pristupljeno 22. svibnja 2016.